# Äggstockfestivalen
Äggstockfestivalen (eller "Äggstock") är en musikfestival i Karlshamn och Mjölby. Festivalen arrangerades varje år sedan 1992 i Karlshamn av Karlshamns Musikforum. Äggstockfestivalen är en lokalbandsfestival för lokala band i Sverige. År 2006 utnämnde tidningen Metro äggstockfestivalen till "Sveriges största lokalbandsfestival". Det året hade festivalen cirka 1200 besökare.
Till festivalen 2011 inleddes ett samarbete med Mjölby kommun. Det hölls då en sektion av festivalen i Mjölby. Där kommer kultur & fritid stå bakom arrangemanget. Äggstockfestivalen arrangerades då på båda ställen samtidigt. Även 2012 arrangerades festivalen både i Karlshamn och Mjölby men inte samtidigt. Den hölls i Mjölby 9 juni samt i Karlshamn 3-4 augusti
Efter 2011 lades arrangemanget på is men återuppstod i lightverion.